# The Second Mrs Kong
The Second Mrs Kong est un opéra en deux actes de Harrison Birtwistle sur un livret de Russell Hoban, créé en 1994.

## Histoire
L'opéra est créé le 24 octobre 1994 au Festival de Glyndebourne, par l'Orchestre philharmonique de Londres sous la direction d'Elgar Howarth, avec Philip Langridge (Kong), Helen Field (Pearl), Michael Chance (Orpheus) ou encore Omar Ebrahim (Vermeer).

## Synopsis
Entre le lieu de la mémoire, le monde des ombres et le monde du réel, l'histoire d'amour entre Kong, réincarnation du personnage du film King Kong, et Pearl, issue du tableau La Jeune Fille à la perle de Johannes Vermeer.

## Distribution
- Kong (ténor)
- Pearl (soprano)
- Orpheus (contre-ténor)
- Anubis (baryton-basse)
- Vermeer (baryton)
- Inanna (Mrs Dollarama) (soprano)
- Mr Dollarama (baryton)
- Mirror/Mirror Echo (soprano)
- Swami Zumzum (ténor)
- Madame Lena (alto)
- Eurydice
- le chœur des morts